# Ismael Clemente
Ismael Clemente (Valencia del Mombuey, 1970) es el consejero delegado y vicepresidente del grupo inmobiliario Merlin Properties, de quien fue además su principal promotor.

## Primeros años
Hijo de maestros, nació en Valencia del Mombuey (Badajoz). Después de finalizar sus estudios escolares en el internado del Colegio San José de los padres jesuita en Villafranca de los Barros, se licenció en Derecho y Administración y dirección de empresas (E3) en la Universidad Pontificia Comillas (ICADE) de Madrid Comenzó su carrera profesional en Arthur Andersen, donde conoció a María Fernández Picazo, su actual mujer, con quien tiene seis hijos. Tras su paso por el bufete Garrigues, inició su trayectoria en el sector inmobiliario, al que lleva vinculado desde entonces. A lo largo de su carrera ha desempeñado diferentes puestos en Bankers Trust REIB y Deutsche Bank Real Estate y RREEF.

## Magic Real Estate y Merlín Properties
En el marco de la Gran Recesión y sus fuertes consecuencias para los sectores financiero e inmobiliario, cuando le pidieron que despidiera a parte de su equipo en Deutsche Bank, prefirió irse. Al final, todos sus colaboradores acabaron yéndose también con él, y gracias a sus contactos en el sector, creó en 2012 Magic Real Estate, una gestora de fondos inmobiliarios. Dos años después fundó la Socimi Merlin Properties. El nombre proviene de un juego de palabras, de un consultor que lo llamó Proyecto Merlin, haciendo un juego sobre la magia de la anterior denominación. Con más de doce mil millones de euros en activos, Merlin Properties pronto se convirtió en el máximo referente del sector inmobiliario español y en el top 10 de los mayores Socimis de Europa. Desde la salida a Bolsa de Merlin Properties, ha liderado las mayores operaciones del sector en España como son la adquisición de Testa inmuebles (filial del grupo Sacyr) y el acuerdo de integración de Metrovacesa.